# 鄭若谷
鄭若谷（1900年—1962年），字竹虛。河南省羅山縣人。民國37年（1948年）在河南省第四選區當選第一屆立法委員。

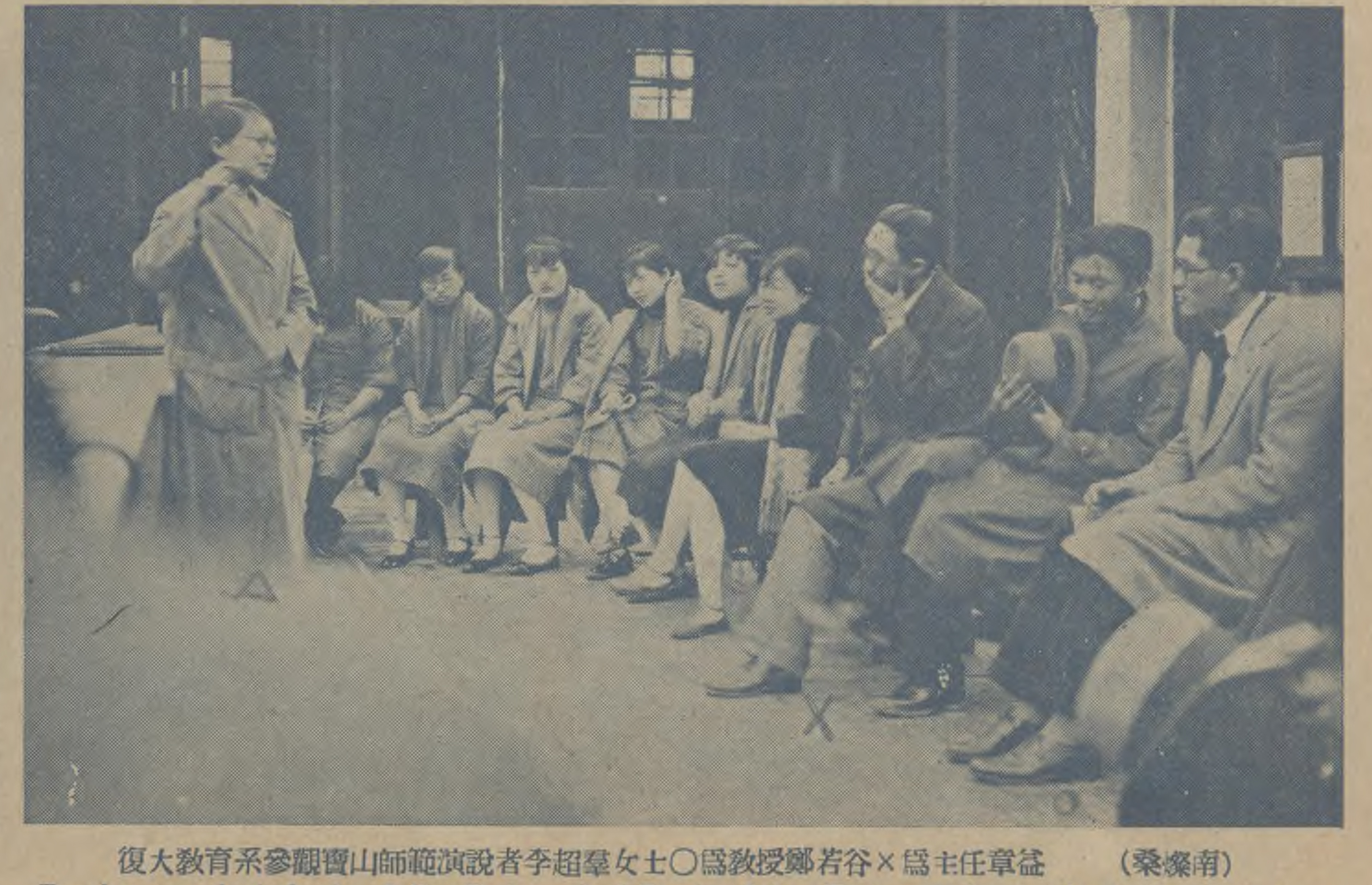
復大敎育系參觀寶山師範演說者李超羣女士〇爲敎授鄭若谷×爲主任章益

## 生平[1]
- 少年時代在羅山城內上學
- 1920年，考入河南大學第一期留美預備班
- 1923年，公費考入美國華盛頓州立大學
- 1928年，獲社會學和教育學碩士學位。同年國國，應聘到上海勞動大學和復旦大學任教，分別擔任兩校的社會學和教育學系的課程
- 1929年，與復旦大學畢業生、湖南邙東籍的蕭晴華女士結婚
- 1930年，攜夫人應聘到河南大學執教，擔任教育系主任兼文學院院長
- 民國20年7月13日，任河南省政府教育廳祕書[2]，民國21年6月2日免[3]
- 歷任河南省教育廳主任秘書、視察、河南省參議會參議員等職
- 1935年，參加中國國民黨。此時著有《教育學》和《社會學》兩書
- 1939年秋，到重慶復旦大學執教，任該校訓導長。
- 1942年，到國民政府社會部工作，先任「社會教育訓練班」主任兼幹事長，主辦三期社會工作人員訓練，後任社會部視導、主任參事、社會福利司代理司長等職。其間曾兼任聯合國善後救濟總署駐中國總幹事
- 抗戰勝利後兩次率代表團赴美考查兒童教育工作，被派出席國際勞工局理事會和國際兒童福利會議
- 民國36年3月24日，試用社會部參事[4]
- 1947年秋，私立羅山龍池中學校長
- 民國37年3月5日，任社會部參事[5]
- 民國37年5月19日，呈請辭社會部參事職[6]
- 民國37年，當選立法委員，曾出席第一屆立法院第一會期
- 1949年9月19日，聲明脫離國民黨
- 後生活困窘，與人合夥做小生意餬口
- 1956年，鄭夫人因生活所迫，積勞病逝，同年被安排到上海外國語學院執教，擔任英語系籌備主任，同時任中國國民黨革命委員會上海市委常委和上海市政協委員[7]
- 1958年，「補」劃為右派分子，下放到學校圖書館工作
- 劃為歷史反革命分子，1959年2月28日，被上海市虹口區人民法院以反革命罪判處管制三年，仍留學院圖書館監督管制使用，在圖書館裡，利用休息時間，夜以繼日編寫了一部適用於大中學生用《英漢字典》
- 1962年，心臟病復發病逝